# 安卡約克庫喬山
14°15′20″S 69°47′04″W / 14.25556°S 69.78444°W
安卡約克庫喬山（Ancayoc Cucho），是秘魯的山峰，位於該國東南部普諾大區，由桑迪亞省的林巴尼區負責管轄，屬於阿波洛班巴山脈的一部分，海拔高度5,000米。